# San-Giovanni-di-Moriani
San-Giovanni-di-Moriani é uma comuna francesa na região administrativa de Córsega, no departamento da Alta Córsega. Estende-se por uma área de 10,19 km². 